# Río Shushuk
El río Shushuk (del ruso: Шушук) es un río de la república de Adiguesia, en Rusia, afluente por la derecha del Daj, que desemboca en el Bélaya, tributario del río Kubán.

## Curso
Nace en las vertientes septentrionales del Cáucaso, en Pobeda (44°16′46″N 40°18′57″E / 44.27944, 40.31583). Tiene unos 12 km de longitud y desemboca en el Sajrai antes de Ust-Sajrai (44°12′50″N 40°17′18″E / 44.21389, 40.28833).